# Różewo (województwo pomorskie)
Różewo – osada w Polsce położona w województwie pomorskim, w powiecie nowodworskim, w gminie Nowy Dwór Gdański na obszarze Żuław Wiślanych. Wieś wchodzi w skład sołectwa Kmiecin.
W latach 1975–1998 miejscowość administracyjnie należała do województwa elbląskiego.

## Zabytki
Według rejestru zabytków NID na listę zabytków wpisany jest cmentarz mennonicki, nr rej.: A-1244 z 14.08.1988.
Na znajdującym się wśród pól XIX-wiecznym cmentarzu mennonickim zachowało się kilkanaście steli nagrobnych i tumb z XVIII-XIX w. oraz drzewostan z 400-letnim dębem.